# Mefloquine
Mefloquine, được bán dưới tên thương hiệu Lariam cùng với một số những tên khác, là một loại thuốc được sử dụng để ngăn ngừa hoặc điều trị bệnh sốt rét. Nếu dùng với mục đích phòng ngừa, chúng nên được dùng một lần một tuần và nên được bắt đầu một hoặc hai tuần trước khi bị phơi nhiễm (tiềm năng) và nên được dùng tiếp tục trong bốn tuần sau khi nghi ngờ bị phơi nhiễm. Thuốc này có thể được sử dụng để điều trị sốt rét nhẹ hoặc trung bình nhưng không nên được sử dụng để điều trị bệnh sốt rét nặng. Chúng được dùng bằng cách uống.
Tác dụng phụ nghiêm trọng có thể có như các vấn đề sức khỏe tâm thần với hậu quả lâu dài như trầm cảm, ảo giác, lo lắng và các tác dụng phụ về thần kinh như mất thăng bằng, co giật và ù tai. Do đó, thuốc không nên sử dụng ở những người có tiền sử bệnh tâm thần hoặc bệnh động kinh. Các tác dụng phụ thường gặp hơn bao gồm ói mửa, tiêu chảy, đau đầu và phát ban. Thuốc cũng không được khuyến cáo trong thai kỳ trừ khi không có lựa chọn nào khác. Chúng cũng không nên được sử dụng trong quá trình cho con bú.
Mefloquine được phát triển bởi quân đội Hoa Kỳ vào những năm 1970 và được đưa vào sử dụng vào giữa những năm 1980. Nó nằm trong danh sách các thuốc thiết yếu của Tổ chức Y tế Thế giới, tức là nhóm các loại thuốc hiệu quả và an toàn nhất cần thiết trong một hệ thống y tế. Chúng có sẵn dưới dạng thuốc gốc. Giá bán buôn ở các nước đang phát triển là khoảng 0,6 đến 1,3 USD mỗi liều. Tại Hoa Kỳ, chi phí là khoảng 10 USD một liều.